# 长江街道
长江街道，是中华人民共和国贵州省貴陽市花溪区一个已撤销的街道办事处。
2012年前，下辖：黄河社区、长江社区、珠江社区、瑞和社区、盘江社区、大兴社区、珠显村和洛解村。2012年8月14日，贵阳市人民政府通知决定撤销49个街道办事处，设立90个社区服务中心。